# Дурниці (Цілком таємно)

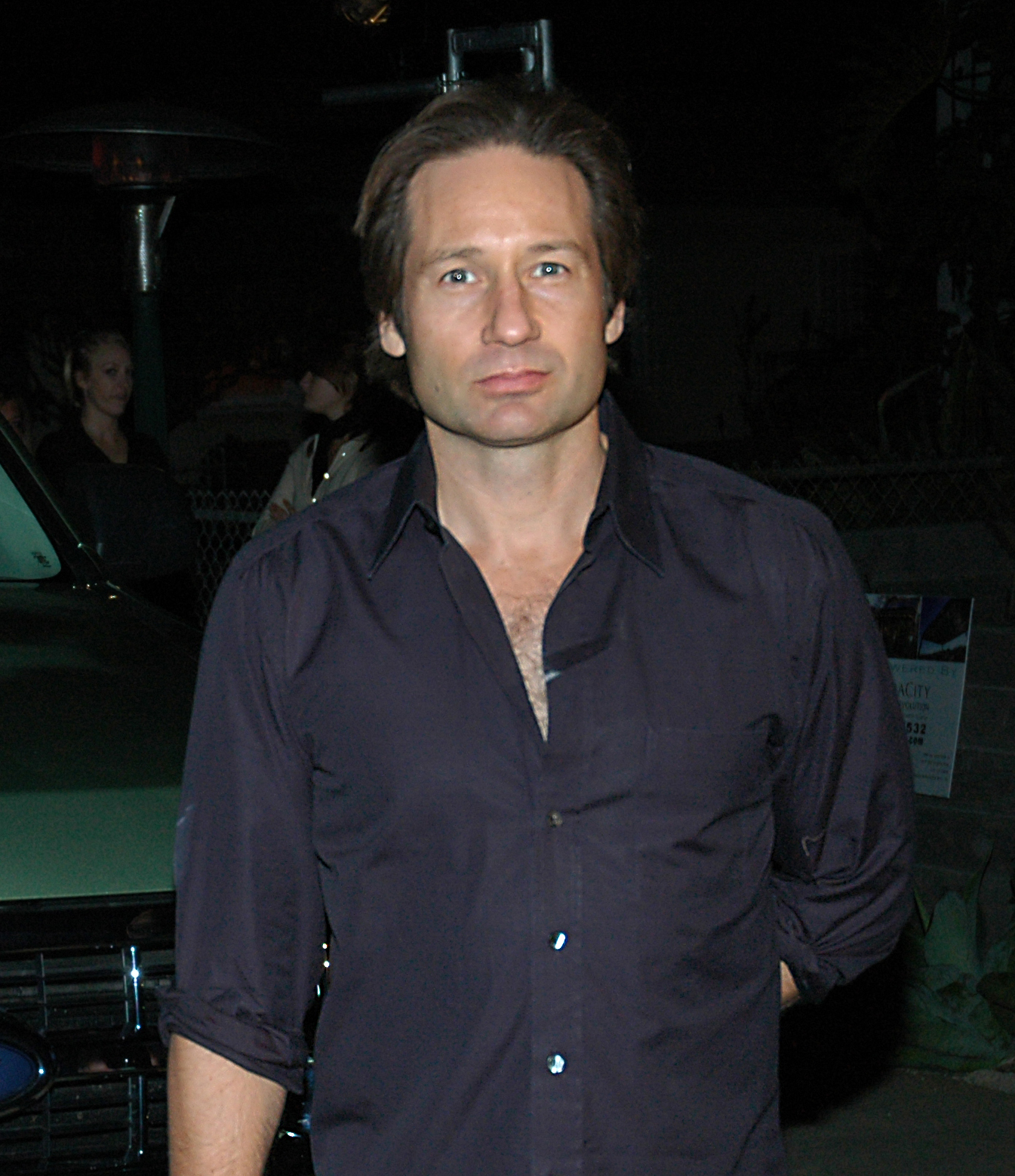

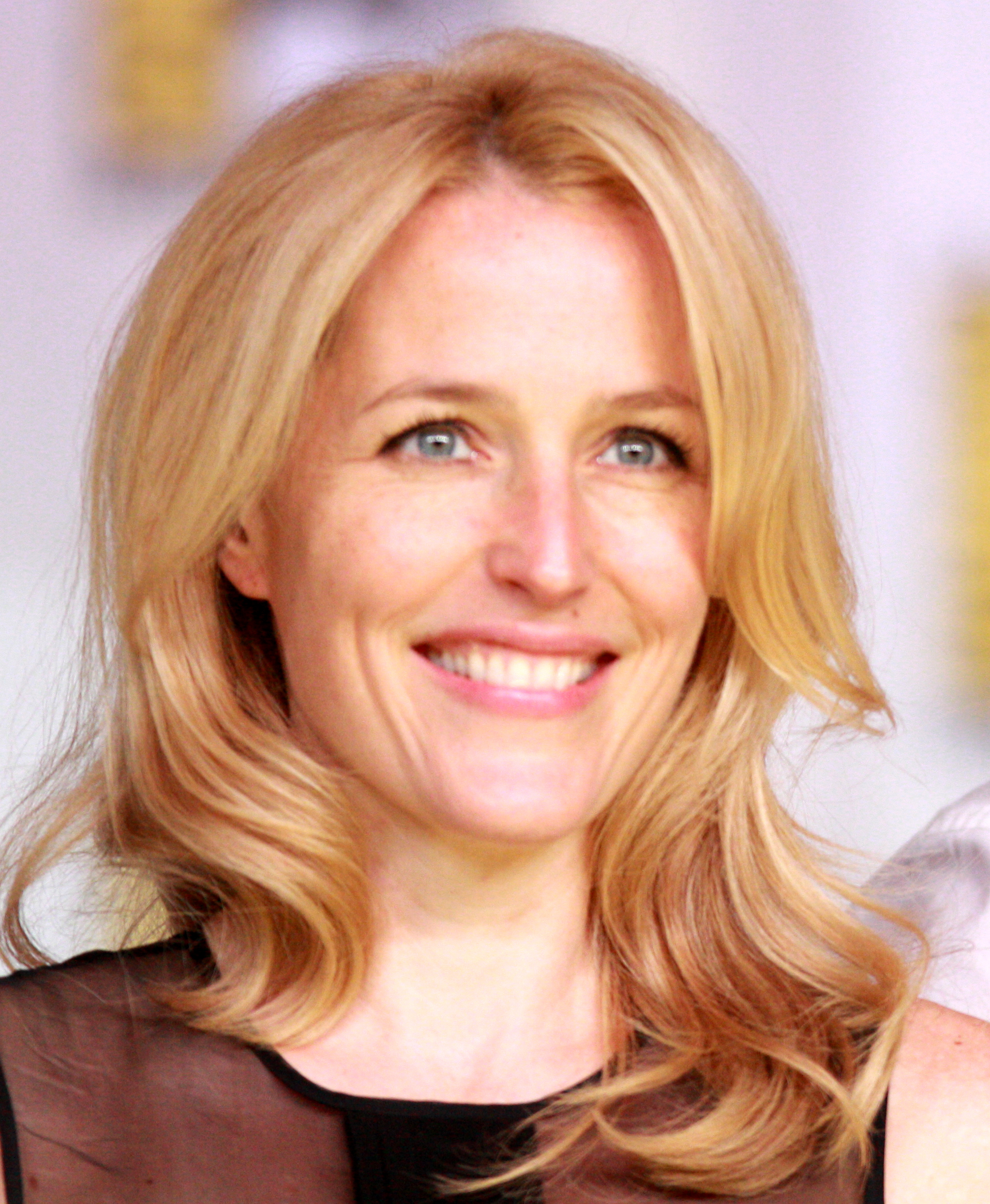

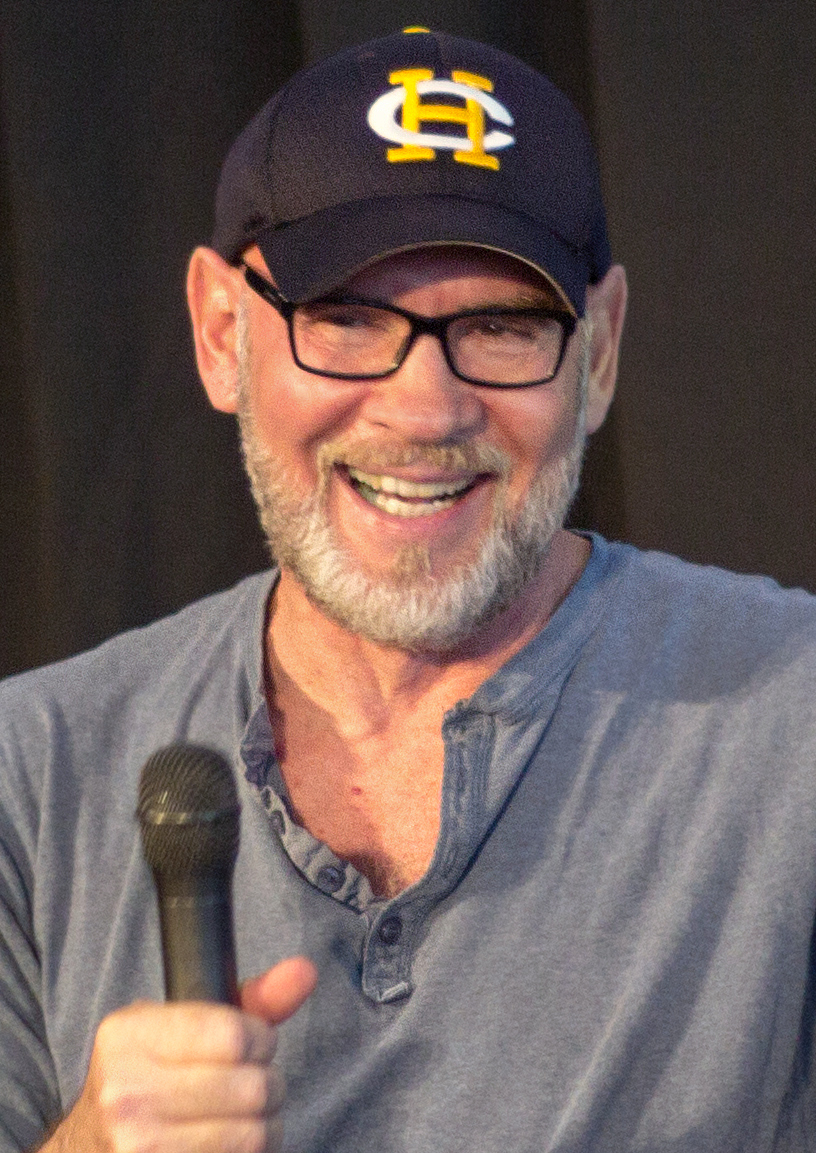

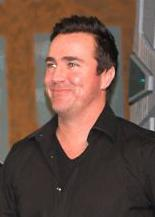

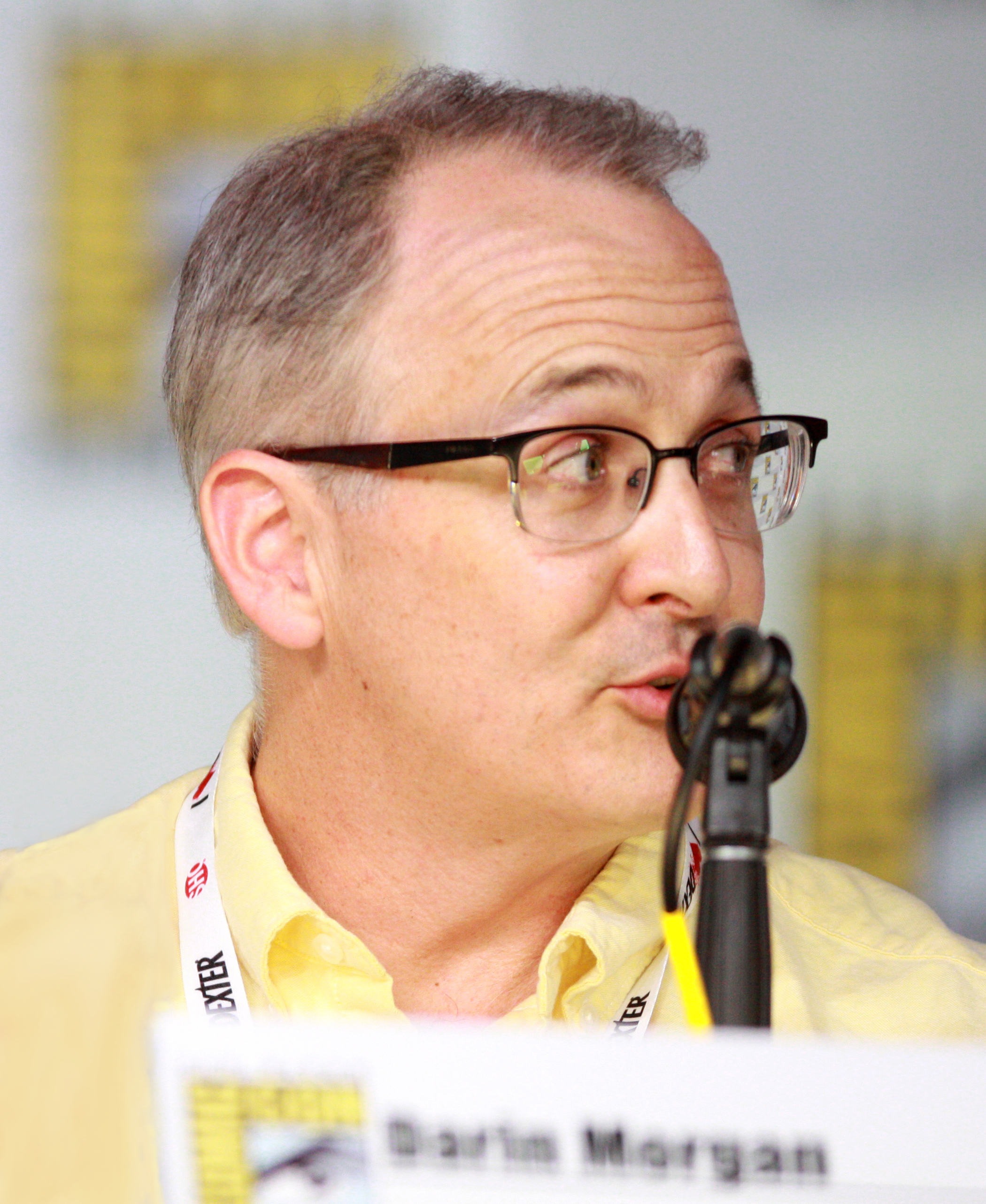

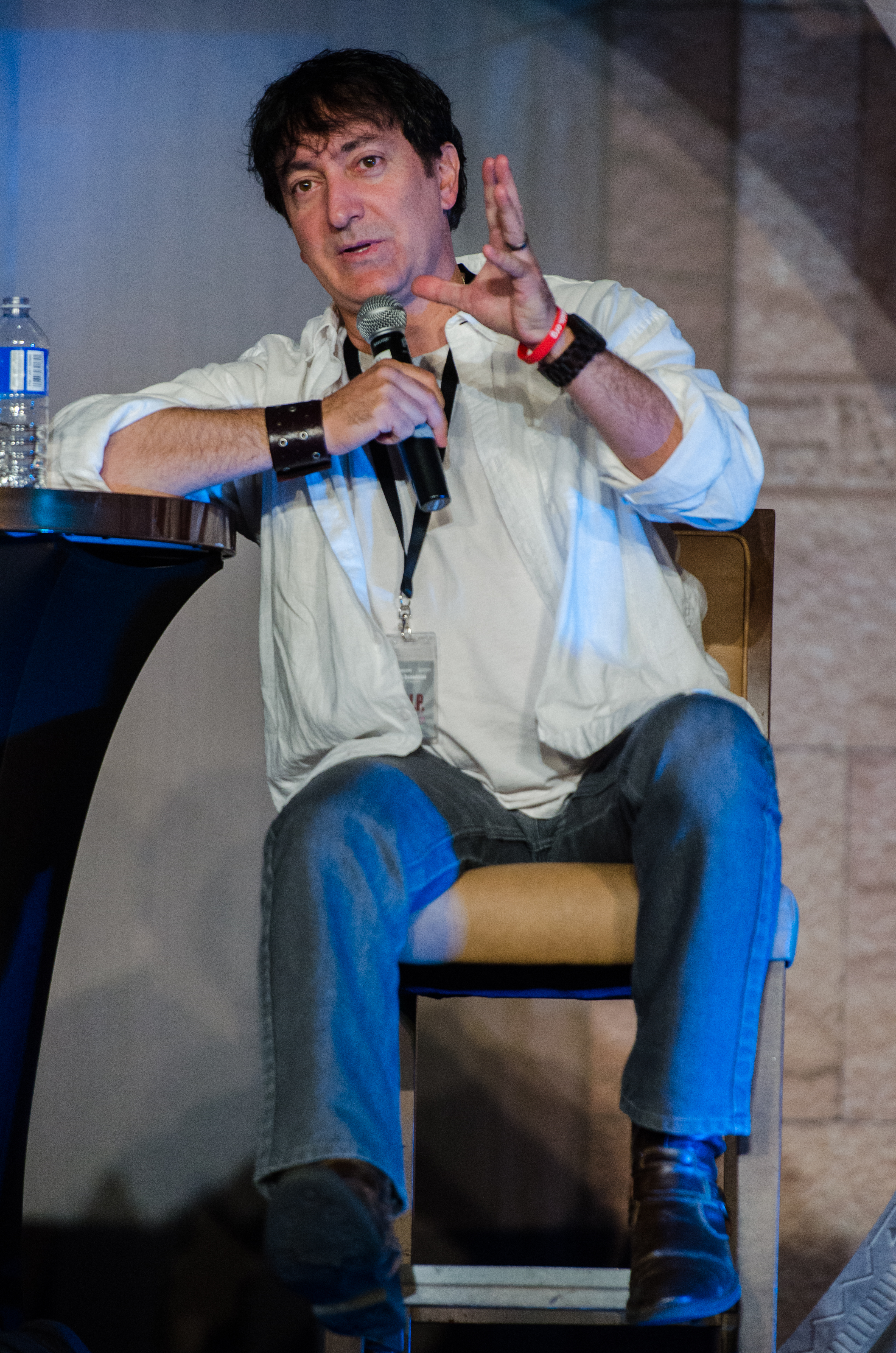

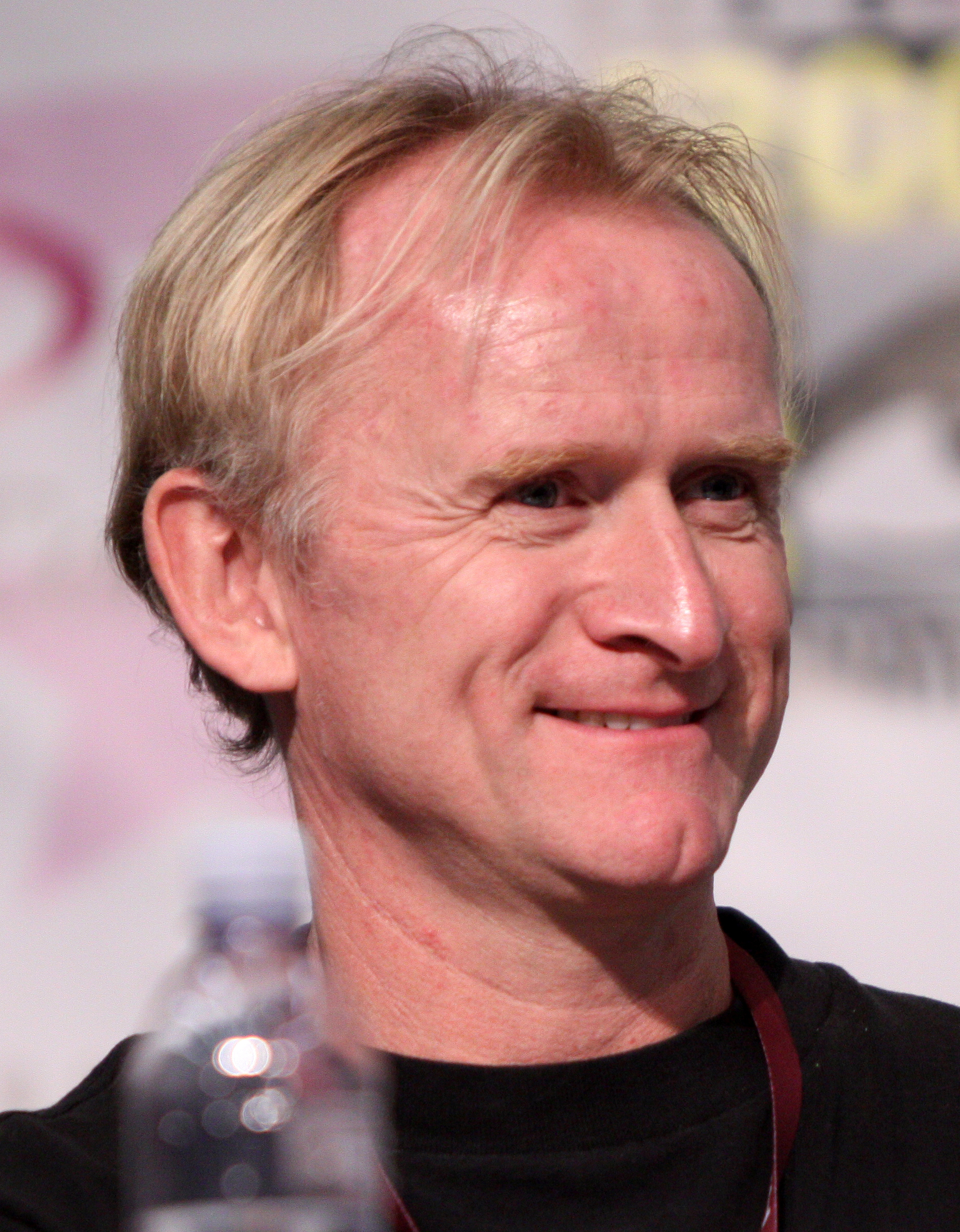

Дурниці (Small Potatoes) — двадцята серія четвертого сезону американського науково-фантастичного телевізійного серіалу «Цілком таємно». Прем'єра в мережі «Фокс» відбулася 20 квітня 1997 року.
Епізод відноситься до «монстра тижня» і не пов'язаний з «міфологією серіалу».
В Мартінсбурзі (Західна Вірджинія) у різних родинах чомусь народжуються діти з хвостиками. Скаллі й Малдер з'ясовують, що у всіх цих дітей один генетичний батько, який передав їм цей атавізм. Однак усі породіллі клянуться чоловікам в подружній вірності й звинувачують у всьому місцевого лікаря-гінеколога.
Серія за шкалою Нільсена отримала рейтинг домогосподарств 13 з часткою 20 — приблизно 20 % відсотків домогосподарств, які переглядають телевізор, були налаштовані на серію; загалом 20,86 мільйона глядачів переглянули епізод під час його первісного ефіру.

## Зміст
Істина за межами досяжного
Малдер і Скаллі прибувають в Мартінсбург (Західна Вірджинія) аби з'ясувати, чому в місцевому пологовому будинку у п'яти різних матерів народились діти з хвостиками. Одна з матерів, Аманда Нелліган, стверджує, що батьком її дитини був Люк Скайвокер. У місцевій пресі друкують матеріали під заголовками на кшталт «мавпенята заполонили місто». Дейна запитує Аманду чи був у нього світловий меч; виявляється — Нелліган є фанаткою Зоряних воєн.
Хромосомний аналіз виявляє, що у всіх незвичайних дітей один батько (не вистачає маленької частинки восьмої хромосоми). Решта матерів звинувачують у всьому місцевого гінеколога (єдиного у місті) — їм застосовували методику штучного запліднення (4 випадки з 5-ти). При огляді клініки лікаря Олтона Бага Малдер випадково стрічає прибиральника, Едвіна ван Бландта, у якого на біля сідниць видно шрам, що нагадує видалений хвіст. Після нетривалого переслідування Малдер затримує Едді, котрий, як з'ясовується, і є батьком п'ятьох дітей з хвостиками. Скаллі вважає, що Едді гвалтував жінок, підмішуючи їм таблетки ґвалтування (Date rape drug), однак Малдер сумнівається, що у ван Бландта в силу його непрезентабельної зовнішності й низького соціального статусу була така можливість.
Едді втікає з-під варти, перетворившись в конвоїра і оглушивши його ударом по голові. Ван Бландт перевдягається у помічника шерифа й виходить з відділку. Малдер й Скаллі приходять в будинок батька Едді. Ван Бландт-старший колись виступав в цирку і до цього часу ходить з хвостом. Під час розмови агенти розуміють, що «батько» — це сам Едді (Малдер йому не представився але «батько» знає як його звуть). Ван Бландт, зрозумівши, що його «розкусили», утікає, ховаючись в будинку сусіда, з жінкою якого він колись переспав. Трансформувавшись в сусіда, він ховається у ванній на здивування господарки будинку (вона його називає «картоплинкою»). Коли ж несподівано повертається справжній чоловік, ван Бландт видає себе за Малдера і, цілковито заплутавши сімейну пару, спокійно виходить. Малдер і Скаллі, здійснивши обшук в будинку ван Бландта, знаходять на піддашші висушене тіло в негашеному вапні давно померлого батька Едді. При розтині трупа Дейна виявляє під шкірою додатковий шар м'язів. Фокс при огляді відломлює у муміфікованого трупа хвоста і ховає його за спиною. Малдер робить висновок, що Едді міг успадкувати цю рису і завдяки їй може змінювати зовнішність.
Едді, перетворившись в Малдера, відвідує Нелліган у лікарні та показує жінці свою справжню фотографію. Нелліган відповідає, що знала цю людину в школі, і він був нікчемою та розтелепою (виявляється він також фанат «Зоряних воєн»). Розчарований Едді йде, мало не зіштовхнувшись лицем до лиця з Малдером. Агент із розмови з Нелліган розуміє, що ледь розминувся з ван Бландтом. В цей час сімейне подружжя дзвонить до агента й питається коли він вийде з їхнього туалету — бо вже перебуває там 4 години. Фокс питає у Нелліган куди він (Малдер) щойно пішов та кидається по лікарні в пошуках Едді. Наштовхнувшись на гінеколога та охоронця, Малдер сковує обидвох наручниками в душовій, вважаючи, що хтось із них — Едді. Фокс телефоном викликає Дейну в лікарню. Ван Бландт, що в цей час переховувався у вентиляційній системі, оглушає Малдера, ударивши його по голові і закриває Фокса у відокремленому підвальному приміщенні. Знову перетворившись у Малдера, Едді повідомляє Скаллі, що справа виявилася не вартою дірки від бублика, і їм час повертатися до Вашингтону.
У Вашингтоні Едді далі видає себе за Малдера, однак заробляє догану від Скіннера — за безграмотно написаний звіт. Окрім того, незважаючи на зовнішню фізичну привабливість, Малдер, як з'ясовує Едді, веде жалюгідний — як на його погляд — спосіб життя. В помешканні Малдера ван Бландт прослуховує повідомлення — серед них і від Самотніх стрільців. Взявши пляшку вина, Едді вирушає додому до Скаллі та намагається її спокусити. Вони теревенять про своє життя і такий Малдер Скаллі більше подобається; грає повільна музика. Коли ван Бландту спроба майже вдається, до помешкання Скаллі вривається справжній Малдер, примушуючи Едді повернутися до природного вигляду.
Через місяць Малдер відвідує Едді в Кемберлендському виправному закладі. Він скаржиться Фоксу, що м'язові релаксанти, які йому вводять, не дають змоги приймати форми інших людей. Також Едді повідомляє Малдеру — він сам народився нікчемою, а Фокс вибрав таким стати і тому має не упустити свого. Дейна каже Малдеру — він аж ніяк не нікчема.

## Створення
Автором «Дурниць» став Вінс Гілліган, котрий до «Цілком таємно» написав чимало жартівливих сценаріїв. Гілліган спочатку вирішив зробити епізод комедійним з двох причин: сценарист не бажав зазнати слави автора виключно похмурих епізодів (такі як «Занепокоєння» і «Паперові сердечка»), а також бажав розбавити «веселими нотками» багатий на застрашливі та невеселі серії четвертий сезон. Отримавши схвалення Кріса Картера, Гілліган попросив зіграти роль головного антагоніста епізоду Деріна Моргана, вже добре відомого фанатам серіалу. В серії «Господар» Морган зіграв роль Людинохробака, а поза екраном виступив сценаристом кількох епізодів, серед них й здобувач премії «Еммі» «Останній відпочинок Клайда Бракмана». Власне образ ван Бландта від початку створювався під Моргана. Гілліган був високої думки про акторські здібності Моргана, побачивши його в фільмі, знятому Деріном ще у часі навчання в університеті Лойола Мерімонт .
В першому варіанті сценарію діти народжувались з крильцями, а не хвостами. З головної версії цей момент був вилучений, тому що створювачі порахували хвостики більш милими чим крильця. Окрім того Гілліган вважав, що хвостики будуть «в принципі смішніше» виглядати на екрані, а крильця, окрім іншого, буде значно важче створити в постпродукції. Хвостики були додані з допомогою комп'ютерної графіки — аніматори послуговувалися зеленими цятками, відміченими на спинах дітей, для надання хвостам форми.
Знімальна група отримала велике задоволення від роботи над епізодом. Девід Духовни був вельми задоволений сценарієм, і пойменував епізод «неймовірним». Гілліган хвалив акторську роботу Духовни, котрий виступив у рідкісному для себе комедійному амплуа, тоді як Андерсон вдостоїлася компліментів від сценариста за відмінно виконану роль «правильної жінки».

## Сприйняття
Перший показ епізоду відбувся в мережі «Фокс» 15 квітня 1997 року та у Великій Британії на BBC One 4 лютого 1998-го..
Критики схвально сприйняли епізод. У книзі про цю серію Роберт Шірман та Ларс Пірсон дають їй рейтинг 5/5, відзначаючи дуже добре написаний сценарій, який, окрім того, що надає змогу розважитися, критично оцінює характер Малдера з допомогою «відповідної» інтерпретації Даріна Моргана Furthermore, the two commended the acting of Morgan, calling his casting «apt».. Роб Брікен з Topless Robot помістив серію на 8 місце у найсмішніших епізодах з 6 сезонів Starpulse listed it as the eighth best episode of the series.. Журнал Empire помістив епізод на 11 місці з кращих частин серіалу, підкреслюючи інтерпретації Девіда Духовни, який «досконало фіксує суть сценарію в його ролі несправжнього Малдера». The A.V. Club помістив «Дурниці» в число 10 кращих епізодів із серіалу. Тодд Ван дер Верфф оцінив сюжет на «А» і зазначив, що Гілліган писав й надалі хороші сценарії, але жоден з них не є «природним, грайливим і винахідливим, як цей».
Оглядачка Паула Вітаріс з «Cinefantastique» оцінює серію в 4 з 4, похваливши гумор та стиль письма Вінса Гіллігана — за його вміння «помістити себе в голови своїх персонажів». Для Джона Кігана з «Critical Myth», який оцінив серію на 9 з10, епізод є «чудовою перервою» протягом дуже темного сезону, а інтерпретація «вся справа в нюансах» Девіда Духовни — це один із його найкращих моментів у серії. Сайт Avengers World писав: «епізод нагадує фестиваль гегів і особливо вдалих комічних ефекті», яким досягнуто нового виміру завдяки захоплюючому і в кінцевому підсумку дуже тонкому персонажу Едді Ван Бландта", і де Девід Духовни виконує «правильно захоплюючу» інтерпретацію.
Оглядач сайту Tor.com Меган Дінс зазначав: «недосконала побудова епізоду зменшує значення того, що могло б стати однією з наймиліших демонстрацій автопародії в усьому серіалі», і те, що «незважаючи на гумор епізоду, особливо у другій половині, факт, що хочеться співчувати персонажу насильника Едді ван Бландта, є досить тривожним». Оглядачка Сіріака Ламар з сайту io9 зазначила — епізод «безумовно веселий», а Едді ван Бландт є одним із 10 найсмішніших «монстрів тижня».

## Знімались
| Актор             | Роль                 |
| ----------------- | -------------------- |
| Девід Духовни     | Фокс Малдер          |
| Джилліан Андерсон | Дейна Скаллі         |
| Мітч Піледжі      | Волтер Скіннер       |
| Дерін Морган      | Едді ван Бландт      |
| Крістін Кавано    | Аманда Нелліган      |
| Пол Мак-Джилліон  | сердитий чоловік     |
| Пітер Келаміс     | другий чоловік       |
| Том Брейдвуд      | Мелвін Фрогікі       |
| Дін Хаглунд       | голос Річарда Ленглі |
| Лі де Бро         | батько Едді          |